# Kolonowskie
Kolonowskie este un oraș în Polonia. În 2015 avea 3360 de locuitori.